# 松岡浩司
松岡 浩司（まつおか こうじ、1967年 - ）は、埼玉大学工学部機械材料工学科准教授。

## 学歴
- 1990年 成蹊大学工学部卒業
- 1992年 成蹊大学大学院工学研究科修士課程修了（工学修士）
- 1992年-1993年 ジョンズ・ホプキンス大学生物学科研究生
- 1995年 北海道大学大学院理学研究科修了（理学博士）

## 職歴
- 1995年 理化学研究所研究員
- 1995年 埼玉大学工学部助手
- 2001年 埼玉大学工学部助教授
- 2002年 デューク大学化学科客員助教授

## 所属学会
- 日本化学会
- 日本糖質学会
- アメリカ化学会
- 高分子学会